# 500 Years of Solitude
500 Years of Solitude es el decimoprimer episodio de la quinta temporada y el centésimo episodio a lo largo de la serie estadounidense de drama y ciencia ficción, The Vampire Diaries. El episodio fue escrito por Caroline Dries y Julie Plec, dirigido por Chris Grismer y fue estrenado el 23 de enero de 2014.
Mientras enfrenta una nueva crisis, Katherine recuerda la noche en que dio a luz a la hija que le fue arrebatada. Stefan informa a Elena, Caroline y Bonnie que la salud de Katherine ha ido empeorando, mientras Damon, Matt y Jeremy recuerdan algunos de los momentos más notorios de la doppelgänger. Nadia aparece con un plan aterrador en mente y Elena y Stefan se ven obligados a ayudarla. Mientras tanto, Caroline se preocupa cuando se da cuenta de que olvidó contarle a Elena los últimos sucesos entre Katherine y Stefan. Finalmente, Elena y Katherine comparten un inesperado momento de conexión.

## Argumento
Los médicos tratan de mantener a Katherine con vida después de que sufrir un ataque cardíaco mientras recuerda la noche en que dio a luz a la hija que le fue arrebatada. Bonnie y Caroline tratan de animar a Elena después de su ruptura con Damon, quien es encontrado en el grill por Matt y Jeremy. Por otra parte, Nadia aparece en el hospital y Stefan le comenta que compelió a los médicos para que lo dejaran llevar a casa a Katherine, ya que desea que pase sus últimas horas en otro lugar que no fuera el hospital. En la mansión Salvatore, Damon, Matt y Jeremy recuerdan algunas de las hazañas de Katherine de las que fueron víctimas mientras brindan con whisky. Caroline, Elena y Bonnie llegan a la mansión después de haber recibido una llamada de Stefan y se unen al brindis. Mientras tanto, Katherine intuye que están hablando de ella y Stefan sólo le dice que están recordando algunos momentos. Matt decide ir por otra botella y en la cava se encuentra con Nadia, quien lo golpea dejándolo inconsciente. Stefan aparece en la sala y Damon lo incita a unirse al brindis, sin embargo, nota la tardanza de Matt y decide ir él mismo por otra botella pero la aparición de Nadia lo detiene. Nadia les dice a todos los presentes que tiene un plan para salvar la vida de su madre pero Damon les prohíbe ayudarla, entonces Nadia les dice que se espera esa reacción y por lo tanto revela que encontró la caja fuerte en la que Stefan permaneció todo el verano y la enterró en algún lugar de la propiedad con Matt dentro sin el anillo de los Gilbert.
Stefan y Elena se ofrecen como voluntarios para ayudar a Nadia, quien los lleva hasta una vieja casa abandonada donde se supone que van a encontrarse con una Viajera que la ayudará a que Katherine se aloje en su cuerpo. El trío entra a la casa y se encuentran con la mujer, sin embargo, Nadia les revela a Stefan y Elena que a cambio del hechizo, la mujer le pidió que le llevara a los doppelgängers y se va. Elena intenta salir pero descubre que la puerta está bloqueada con magia y que también han anulado su anillo pues el sol puede quemarla. Mientras tanto, Caroline, Bonnie y Jeremy salen a buscar a Matt. Caroline se siente culpable por haber olvidado contarle a Elena que Stefan y Katherine estuvieron juntos y que Nadia es la hija de Katherine. Jeremy revela que él y Bonnie también estuvieron juntos y Caroline le reclama a su amiga por no haberle contado, por lo que deciden separarse para continuar la búsqueda. Por otra parte, Damon se mete en los recuerdos de Katherine y la lleva hasta la noche en que encontró muerta a toda su familia, ahí Damon aparece y le dice que ellos murieron por su culpa. En la realidad, Damon intenta asfixiarla con una almohada pero Elizabeth lo detiene, amenazándolo con arrestarlo por asesinato.
Mientras tanto, Stefan y Elena se ven acorralados por un grupo de Viajeros. Uno de ellos se acerca a Elena y le hace una herida en el brazo, poco después hace lo mismo con Stefan, entonces, Elena nota que no puede curarse mientras la sangre cae en una cubeta. Por otra parte, Caroline se encuentra con Klaus en el bosque y éste le revela que Damon le avisó que Katherine estaba agonizando. Caroline le dice que no quiere nada de él pues Tyler y ella terminaron por su culpa y va, sin embargo Klaus la sigue y le dice que está yendo en la dirección equivocada pues escuchó los gritos de auxilio de Matt pero que ya tiene a alguien ocupándose de ello. Caroline le pide nuevamente que la deje en paz, pero el Original le dice que lo único que quiere es saber por qué lo trata de manera hostil si ambos comparten una conexión y le propone ser sincera con él y si lo hace él jamás volverá a Mystic Falls. Caroline acepta el trato y le dice que se odia a sí misma por sentirse atraída por él pero no puede evitarlo, entonces ambos se besan y comienzan a quitarse la ropa. Mientras tanto, Matt sale de la caja fuerte y se encuentra con Rebekah, quien lo reprende por haberse metido nuevamente en problemas.
En la casa abandonada, Stefan aconseja a Elena arreglar las cosas con Damon. Elena nota que están curándose y Stefan comprueba que el sol no los lastima más, cuidadosamente se marchan del lugar. Mientras tanto, Elizabeth le entrega morfina a Damon para aminorar el dolor de Katherine, sin embargo, se niega a usarlo porque eso le dará a Damon fácil acceso a su mente. Damon no lo piensa y la inyecta y comienza a torturarla nuevamente con alucinaciones de Jenna y John hiriéndola, entonces Elijah aparece y le exige que pare. El Original se acerca a ella y la acaricia. Katherine lo acaricia de nuevo y Damon revela que era otra alucinación y se burla de ella por creer que alguien iría a despedirse de ella pues a nadie le importa, sin embargo, Nadia aparece con Mia y le rompe el cuello, diciendo que a ella sí le importa. Nadia se acerca a Katherine y le dice que está todo listo para que tome su cuerpo, lo único que tiene que hacer es repetir unas palabras para realizar el hechizo, pero Katherine se niega y le dice que ha vivido plenamente y que quiere que ahora ella haga lo mismo. Nadia le dice que no estará ahí para verla morir y se va.
Más tarde, Stefan le aconseja a Damon que hable con Elena pues ella lo ama, Damon le dice que no quiere hacerle daño y convertirla en lo que Katherine lo convirtió a él. Poco después, Stefan va a la habitación de Katherine para despedirse de ella y le pide que cierre los ojos, Katherine se niega al principio argumentando que Damon ha jugado lo suficiente con su mente pero termina cediendo. Stefan la lleva al día en que su familia murió. Katherine le dice que Damon le dijo que había sido su culpa, Stefan le dice que no es así, que sólo era una chica de diecisiete años a la que le fue arrebatada su hija y que lo que merece es sentirse en paz con ella misma y borra los cadáveres de sus padres y le lleva a su hija. En la realidad, Stefan le besa la frente y le dice adiós. Elena entra y le pregunta si ha muerto, él le responde que está a punto de hacerlo. Mientras tanto, Damon, Jeremy, Bonnie y Matt se encuentran platicando. Caroline llega y les dice que "se perdió" en el bosque buscando a Matt. Poco después llega Tyler sorprendiendo a todos y le dice a Matt que es un regalo por parte de Rebekah. Stefan se une a ellos y Matt le pregunta a Bonnie cómo funciona ser el ancla, si puede ver a todos los muertos. Bonnie le responde que ha visto a su abuela y otras brujas y que también ha visto a Vicki, quien aparece y le pide a Bonnie que le diga a su hermano que siempre lo está cuidando. Alaric también aparece y Damon se sorprende. Jeremy le dice a Damon que Alaric no va a permitir que se quede a cargo, Damon brinda por ello.
Katherine aparece en la sala y Bonnie la ve. Katherine se niega a morir pues cree que aún es muy pronto. En la habitación, Katherine despierta agitada y Elena le comenta que creyó que estaba muerta porque dejó de huir los latidos de su corazón. Katherine le dice que cree que aún no es tiempo. Entonces Elena le dice que la perdona por todo lo que hizo pues cree que ella no nació siendo mala, sino que fueron todas las cosas por las que pasó lo que la volvieron así y que cree que al perdonarla, aún conserva su humanidad. Katherine le agradece y le dice que si alguien debería darle una última dosis de medicamento debe ser ella. Elena toma la jeringa y la hunde en el brazo de Katherine pero ésta sujeta fuertemente a la vampiresa y repite el hechizo para el cambio de cuerpo. Elena cae al suelo y Katherine muere. Poco después, el celular de Elena suena y ella responde. Mia activa el cambio de cuerpo y le pasa el teléfono a Nadia, quien pregunta si el hechizo funcionó. Katherine lo confirma y termina la llamada, poco después se acerca a un espejo y trata de imitar a Elena.

## Elenco y personajes
| - Nina Dobrev como Elena Gilbert y Katherine Pierce. - Paul Wesley como Stefan Salvatore. - Ian Somerhalder como Damon Salvatore. - Steven R. McQueen como Jeremy Gilbert. - Kat Graham como Bonnie Bennett. - Candice Accola como Caroline Forbes. - Zach Roerig como Matt Donovan. - Michael Trevino como Tyler Lockwood. | - Marguerite MacIntyre como Elizabeth Forbes. - Olga Fonda como Nadia Petrova. - Taylor Treadwell como Mia. | - David Anders como John Gilbert. - Sara Canning como Jenna Sommers. - Matthew Davis como Alaric Saltzman. - Kayla Ewell como Vicki Donovan. - Daniel Gillies como Elijah Mikaelson. - Claire Holt como Rebekah Mikaelson. - Bianca Lawson como Emily Bennett. - Joseph Morgan como Niklaus Mikaelson. |

## Continuidad
- Este es un episodio centrado en Katherine.
  - 500 Years of Solitude hace referencia al tiempo que Katherine ha pasado huyendo de Klaus.
  - El título es una referencia a Cien años de soledad, novela escrita por el colombiano Gabriel García Márquez.
- Elena Gilbert y Stefan y Damon Salvatore son los únicos personajes que han aparecido en los 100 episodios de la serie.
- John Gilbert fue visto anteriormente en The Sun Also Rises.
  - John muere en dicho episodio, sacrificando su vida para que Elena no regresara como vampiro después de que Klaus bebiera su sangre para romper la maldición del Sol y la Luna.
- Este episodio marca la primera aparición de Mia.
- Emily Bennett fue vista anteriormente en As I Lay Dying poseyendo el cuerpo de Bonnie.
- Vicki Donovan fue vista como fantasma anteriormente en Smells Like Teen Spirit.
  - Damon asesinó a Vicki como humana en Lost Girls para convertirla en vampiresa.
  - Stefan asesinó a Vicki como vampiresa en Haunted después de que atacara a Jeremy.
- Jenna Sommers fue vista anteriormente en The Departed, vía flashback.
  - Klaus asesinó a Jenna como humana en The Last Day y como vampiresa en The Sun Also Rises, para completar el ritual para romper la maldición del sol y la luna.
- Elijah Mikaelson fue visto anteriormente en The Originals.
- Niklaus Mikaelson y Alaric Saltzman (como fantasma) fueron vistos anteriormente en Graduation.
- Rebekah Mikaelson fue vista anteriormente en I Know What You Did Last Summer.
- Elizabeth Forbes fue vista anteriormente en True Lies.
- Tyler Lockwood fue visto anteriormente en Monster's Ball.
- Bonnie Bennett y Jeremy Gilbert fueron vistos anteriormente en Dead Man on Campus.
- Caroline Forbes fue vista anteriormente en The Cell.
- Elena descubre que Stefan y Katherine mantuvieron relaciones sexuales y que Nadia es la hija de Katherine.
- Jeremy y Bonnie le revelan accidentalmente a Caroline que tuvieron sexo.
- Klaus regresa a Mystic Falls debido a que Damon le avisó que Katherine estaba agonizando.
- Caroline acepta sentirse atraída por Klaus y mantiene relaciones sexuales con él en bosque.
- Rebekah revela que han pasado tres meses desde los acontecimientos ocurridos al inicio de la temporada.
  - Siguiendo la cronología de la serie, el episodio tiene lugar a principios de diciembre de 2011.
- Se revela que Katherine y Emily se dirigían a la antigua propiedad de los Lockwood, sin embargo, al ver a Stefan Katherine cambió de opinión.
- Damon comenta que cree que Katherine es la verdadera responsable del incendio de la ciudad de Atlanta en 1864.
- Tyler regresa como regalo de despedida para Matt por parte de Rebekah.
- Katherine usa el cuerpo de Elena para mantenerse con vida.

## Banda sonora
| N.º | Intérprete   | Título           | Álbum                 |
| --- | ------------ | ---------------- | --------------------- |
| 1   | The Fray     | «Love Don't Die» | Helios                |
| 2   | Jagwar Ma    | «Come Save Me»   | Howlin                |
| 3   | Sarah Blasko | «Illusory Light» | I Awake               |
| 4   | Passenger    | «Let Her Go»     | All the Little Lights |

## Producción
La filmación del episodio comenzó el 28 de octubre de 2013.

### Casting
El 6 de noviembre de 2013, Olga Fonda reveló que estaría presente en el episodio. El 9 de noviembre, durante la fiesta de celebración del episodio 100, Zach Roerig reveló que Jenna (Sara Canning) estaría de vuelta. "Van a estar muy impresionados y felices con algunas de las personas que regresan a la ciudad", dijo. "Por ejemplo, la chica a mi derecha, la muy talentosa y encantadora Sara Canning". El 14 de noviembre, fue confirmado el regreso de Klaus (Joseph Morgan).

## Recepción

### Respuesta crítica
Eric Goldman de IGN calificó al episodio como grandioso y le otorgó una puntuación de 8.5 comentando: "En una temporada que se ha sentido menos centrada que otras, el episodio 100 de The Vampire Diaries se destacó como un tributo apropiado y apreciado a la historia del programa y todo lo que ha ocurrido. No puedo dejar de desear el gran giro fuera aún mayor, teniendo en cuenta lo que esta serie ha sacado en el pasado, pero en general, este fue un sentido episodio de celebración... que implica una gran cantidad de personas muertas".
Carrie Raisler de The A.V. Club le dio una B+ al episodio y dijo: "El episodio 100 de The Vampire Diaries podría no ser perfecto, pero es divertido, cálido y emocionante, y un gran ejemplo de por qué la serie es tan querida. Ahora es el momento para que The Vampire Diaries tome la batuta de este episodio y correr con ella, y resolver algunos de los problemas que estaba teniendo en la primera mitad de esta temporada.

### Audiencias
En Estados Unidos 500 Years of Solitude fue visto por 2.72 millones de espectadores de acuerdo con Nielsen Media Research, recibiendo 1.1 millones entre los espectadores entre 18-49 años.